# 1452
1452 (MCDLII) a fost un an bisect al calendarului iulian, care a început într-o zi de sâmbătă.

## Nașteri
- 10 martie: Ferdinand al II-lea de Aragon, rege al Castiliei (d. 1516)
- 15 aprilie: Leonardo da Vinci (n. Leonardo di ser Piero da Vinci), pictor, sculptor, inginer și arhitect italian renascentist (d. 1519)
- 27 iulie: Ludovico Sforza, duce al Milano (d. 1508)
- 2 octombrie: Richard III, rege al Angliei (1483-1485), (d. 1485)

## Decese
- 26 iunie: Georgios Gemistos Plethon filosof grec (n. 1355)
- dată necunoscută: Ciriaco din Ancona  (n. 1391)
- 14 mai: Munjong de Joseon  (n. 1414)
- dată necunoscută: Petru al III-lea  (n. 1422)
- dată necunoscută: Bicci di Lorenzo  (n. 1373)